# Urizija
Urizija (lat. Ourisia), rod trajnica iz porodice trpučevki, dio je tribusa Angelonieae.
Na popisu se nalazi 30 vrsta raširenih po Andama, Novom Zelandu i Tasmaniji. Opisan je u Genera Plantarum 100. 1789.

## Opis
Ourisije su uglavnom su nisko rastuće i rizomatozne biljke koje tvore nakupine, kolonije ili prostirke. Listovi se znatno razlikuju, ali općenito su upadljivo prošarani s nazubljenim rubovima i dugim peteljkama. Cvjetne stabljike nose uparene brakteje iz kojih izviru dugačke peteljke, svaka obično, ali ne uvijek, s pojedinačnim cvijetom. Cvjetovi su cjevasti s pet raširenih režnjeva, od kojih su dva stražnja najkraća.

## Uzgoj
To su traktivne biljke za stjenovite vrtove i alpske kuće. Zahtijevaju bogato, vlažno tlo s obilnim humusom, koje se ljeti neće isušiti, u polusjeni, barem u južnim krajevima. Sve vrste bolje uspijevaju u sjevernim okruzima Britanskog otočja nego na jugu. Razmnožavanje je sjemenom i dijeljenjem u proljeće. Čini se da veće rastuće vrste imaju koristi od dijeljenja i presađivanja u svježe tlo svake dvije ili tri godine jer inače razvijaju gole rizome i slabije cvjetaju. Sjeme je vrlo sitno i najbolje ga je sijati na površinu komposta na bazi treseta koji se nikako ne smije presušiti.

## Vrste
1. Ourisia alpina Poepp. & Endl.
2. Ourisia biflora Wedd.
3. Ourisia breviflora Benth.
4. Ourisia caespitosa Hook. fil.
5. Ourisia calycina Colenso
6. Ourisia chamaedrifolia Benth.
7. Ourisia coccinea (Cav.) Pers.
8. Ourisia cockayneana Petrie
9. Ourisia confertifolia Arroyo
10. Ourisia cotapatensis Meudt & S. Beck
11. Ourisia crosbyi Cockayne
12. Ourisia fragrans Phil.
13. Ourisia fuegiana Skottsb.
14. Ourisia glandulosa Hook. fil.
15. Ourisia integrifolia R. Br.
16. Ourisia macrocarpa Hook. fil.
17. Ourisia macrophylla Hook.
18. Ourisia microphylla Poepp. & Endl.
19. Ourisia modesta Diels
20. Ourisia muscosa Benth.
21. Ourisia polyantha Poepp. & Endl.
22. Ourisia pulchella Wedd.
23. Ourisia pygmaea Phil.
24. Ourisia remotifolia Arroyo
25. Ourisia ruellioides (L. fil.) Kuntze
26. Ourisia serpyllifolia Benth.
27. Ourisia sessilifolia Hook. fil.
28. Ourisia simpsonii (Moore) Arroyo
29. Ourisia spathulata Arroyo
30. Ourisia vulcanica L.B.Moore
31. Ourisia ×prorepens Petrie

## Sinonimi
- Dichroma Cav.; Anal. Cienc. Nat. 3: 232 (1801), et Ic. 6: 59. t. 582 (1801)

## Vanjske poveznice
- Ourisia